# The Inquiry
The Inquiry és una pel·lícula italiana del 2007 dirigida per Giulio Base.

## Argument
Tres anys després de al crucifixió de Jesús, els rumors sobre que és un profeta que ha sorgit d'entre els morts inciten la gent a rebel·lar-se contra llurs governants. En un intent per controlar els aldarulls, l'emperador romà Tiberi (Max von Sydow) envia Tit Valeri (Daniele Liotti), un lleial oficial romà, a Judea per buscar Jesús o el seu cos desaparegut i refutar-ne la història. Valeri aviat es veu frenat en la seva investigació pel governador Ponç Pilat (Hristo Shopov).